# Діти партизана
«Діти партизана» (рос. «Дети партизана») — білоруський радянський художній фільм 1954 року режисерів Льва Голуба і Микола Фігуровського.

## Сюжет
На канікули до свого діда лісника приїжджає юний суворовець — син загиблого під час війни партизана. Разом з сестричкою вони бродять по місцях партизанських боїв з фашистами. В цей же час на розташованій неподалік геологорозвідувальній базі орудує ворог, який отримав завдання сфотографувати секретні карти.

## У ролях
- Віталій Комісаров
- Наталія Защипіна
- Павло Волков
- Павло Молчанов
- Любов Мозалевська
- Олег Жаков
- Павло Шпрингфельд
- Григорій Шпігель
- Володимир Маренков
- Катерина Савінова

## Творча група
- Сценарій: Григорій Колтунов
- Режисер: Лев Голуб, Микола Фігуровський
- Оператор: Андрій Булинський
- Композитор: Гаврило Попов, Дмитро Лукас